# Велоспорт на літніх Олімпійських іграх 2008 — роздільна шосейна гонка (жінки)
Індивідуальна шосейна велогонка серед жінок на літніх Олімпійських іграх 2008 пройшла 13 серпня. Взяли участь 25 спортсменок з 17 країн. Довжина дистанції склала 23,5 кілометрів.

## Призери
| Золото                  | Срібло                      | Бронза                  |
| Крістін Армстронг · США | Емма Пулі · Велика Британія | Карін Тюріг · Швейцарія |

## Змагання
| Місце | Спортсмен                          | Результат |
| ----- | ---------------------------------- | --------- |
| 1     | Крістін Армстронг (USA)            | 34:51,72  |
| 2     | Емма Пулі (GBR)                    | 35:16,01  |
| 3     | Карін Тюріг (SUI)                  | 35:50,99  |
| 4     | Жанні Лонго-Сіпреллі (FRA)         | 35:52,62  |
| 5     | Христина Торберн (USA)             | 35:54,16  |
| 6     | Юдіт Арндт (GER)                   | 35:59,77  |
| 7     | Христина Зедер (AUT)               | 36:20,75  |
| 8     | Пріска Доппманн (SUI)              | 36:27,79  |
| 9     | Зульфія Забірова (KAZ)             | 36:29,47  |
| 10    | Сюзанна Льюнгског (SWE)            | 36:33,50  |
| 11    | Ганка Купфернагель (GER)           | 36:35,05  |
| 12    | Тетяна Гудерцо (ITA)               | 36:37,97  |
| 13    | Лінда Мелані Віллюмсен Серуп (DEN) | 36:50,62  |
| 14    | Маріанне Вос (NED)                 | 36:58,67  |
| 15    | Ніколь Кук (GBR)                   | 37:14,25  |
| 16    | Наталія Боярська (RUS)             | 37:14,65  |
| 17    | Ґао Мінь (CHN)                     | 37:15,23  |
| 18    | Мірьям Мелхерс ван Поппель (NED)   | 37:51,59  |
| 19    | Марта Вілахосана (ESP)             | 37:54,99  |
| 20    | Марелін Сальвета (FRA)             | 38:09,72  |
| 21    | Емма Юханссон (SWE)                | 38:28,83  |
| 22    | Оіноун Вуд (AUS)                   | 38:53,45  |
| 23    | Едіта Пучінскайте (LTU)            | 38:55,37  |
| 24    | Александра Врублескі (CAN)         | 39:15,42  |
| 25    | Мен Лан (CHN)                      | 40:51,61  |